# Vladimir Poliakov
Vladimir Poliakoff ( rus: Владимир Абрамович Поляков) nascut el 1864 a Odessa, Imperi Rus ; mort el 10 de maig de 1939 a París ) va ser un jueu rus, fundador del diari parisenc en alemany Pariser Tageblatt..

## Vida i obra

### Origen i activitats a Rússia
Vladimir Polyakov provenia d'una família jueva d'Odessa. El pare, Abram Gerschkowitsch, hi tenia una fàbrica de dolços. Vladimir es va convertir en director general del diari Odesskije Novosti ( Odessa News ).
Després es va traslladar a Sant Petersburg, on es va convertir en director general de l' agència de publicitat de Ludwig i Ernst Metzl , L. & E. Metzl. Aquest comercialitzava principalment seccions publicitàries als diaris i era el més gran d'aquest tipus a Rússia. Des de 1907 va publicar el diari Sovremennoje slovo a Sant Petersburg. El 1918, després de la Revolució d'Octubre, la família es va traslladar a la seva ciutat natal d'Odessa. Allà el seu germà Alexander Polyanov va treballar com a editor a Odesskije Novosti ( Odessa News ).

### Emigrant a Berlín i París
El 1920 la família va emigrar a París i el 1921 a Berlín.on probablement va dirigir la sucursal de L. & E. Metzl.
El 1924 es van traslladar de nou a París. Allà, Vladimir era copropietari amb Grodzinski de la Publicité Metzl, que organitzava seccions publicitàries en diversos diaris, com ara Poslednije nowosti i la Neue Pariser Zeitung. També va participar en l'edició de diverses publicacions, com ara la revista d'art Jar Ptiza ( Жар-птица ) i el diari yiddish Paris Haynt.

### Editor delPariser Tageblatt
A finals de 1933, a petició dels periodistes alemanys, Poliakoff esdevingué redactor del nou Pariser Tageblatt. Aquest es va convertir ràpidament en el diari més important per als emigrants de parla alemanya a França. De vegades hi havia opinions diferents sobre el disseny del diari entre Poliakoff i l'equip editorial. Políticament , ell era moderadament liberal i tenia una forta aversió a les orientacions comunistes per raó de les seves experiències a Rússia, en canvi l'equip editorial era molt més liberal, en part proper al KPD. A part d'això, el pagament dels salaris es va endarrerir varies vegades, cosa de vital importància per als emigrants. Poliakoff donava més atenció a l'aspecte comercialsi volia que el diari tingués una orientació jueva una mica més forta.
El juny de 1936 es va negar a prorrogar el contracte a l'editor en cap Georg Bernhard i, al cap de poc temps, després d'haver estat absent de Paris per un viatge als EUA va rebre un telegrama amb la notícia de que l'11 de juny de 1936, la primera pàgina del diari afirmava que Vladimir Poliakoff volia, en el futur tenir finançament dels empleats de l'ambaixada alemanya a París, que de ser veritat el convertia en un òrgan de la política alemanya. Els arguments presentats en els següents números amb la justificació de Poliakoff es van veure obstaculitzats, algú va entrar a la redacció i li van robar l'expedient de subscriptors. El seu nou redactor en cap, Lewinsohn, va ser colpejat al carrer i greument ferit. El 12 de juny, els seus anteriors empleats van començar a publicar el nou Diari de París. Poliakoff va haver de tancar el Pariser Tageblatt el 14 de juny perquè la majoria de lectors es van creure les denúncies.
Poliakoff va demandar als acusadors davant un tribunal d'honor jueu i altres tribunals, demostrant que tenia raó. No obstant això, la seva reputació va quedar molt danyada, va emmalaltir i va morir el 10 de maig de 1939 als 75 anys.

### Matrimoni i descendència
Vladimir Poliakoff estava casat, un fill seu, en Léon Poliakov, va ser un important investigador i escriptor en el camp de l'Holocaust i l'antisemitisme.